# Двухфазный двигатель

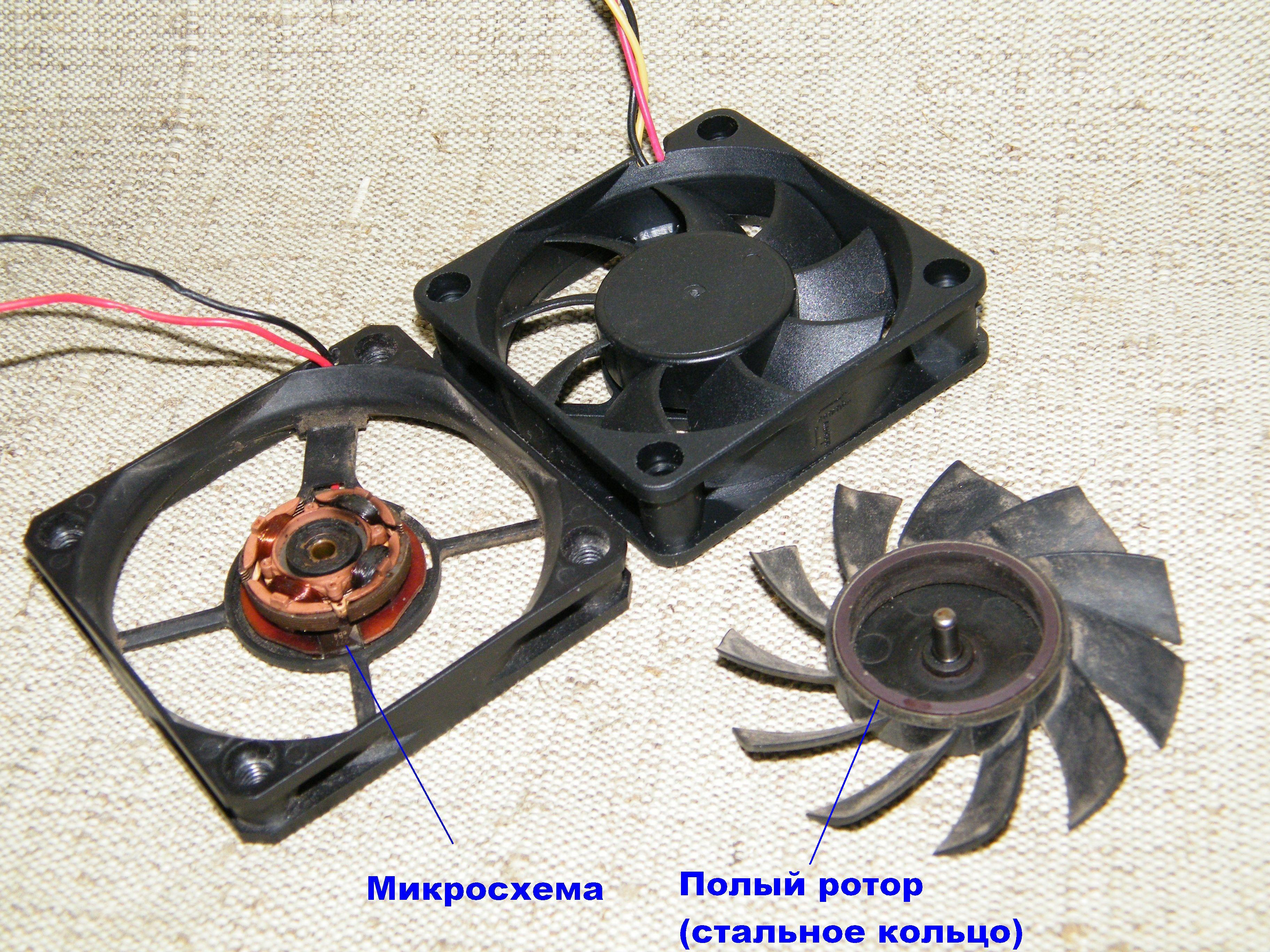
Синхронный двухфазный двигатель постоянного тока (BLDC) в вентиляторе системы охлаждения компьютера.
Постоянный ток (12 вольт) микросхемой преобразуется в двухфазный.
Ротор — магнитный

Двухфа́зный дви́гатель — электрический двигатель переменного тока с двумя обмотками, статор которого содержит две обмотки, сдвинутые в пространстве на 90°. При подаче на двигатель двухфазного тока, сдвинутого по фазе на 90°, образуется вращающееся магнитное поле. Двухфазными могут быть асинхронные, синхронные, шаговые и вентильные двигатели. Ротор двухфазного двигателя может короткозамкнутым в виде «беличьего колеса», либо содержать постоянный магнит или электромагнит в соответствии с типом двигателя. Двухфазные электродвигатели предназначаются для работы в двухфазной электросети, предназначенными для подключения в однофазную сеть (см. конденсаторный двигатель), либо использоваться совместно с инвертором с двухфазным выходом.

## Асинхронный двухфазный электродвигатель

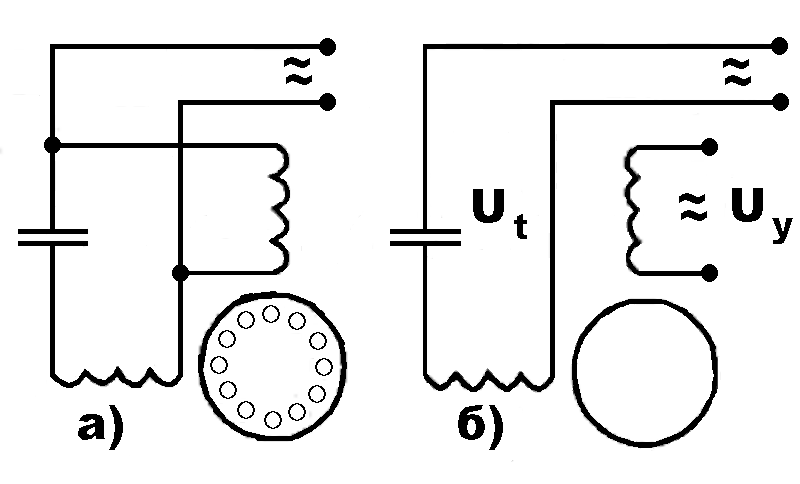
Двухфазные асинхронные двигатели:
а — с короткозамкнутым ротором;
б — с полым ротором

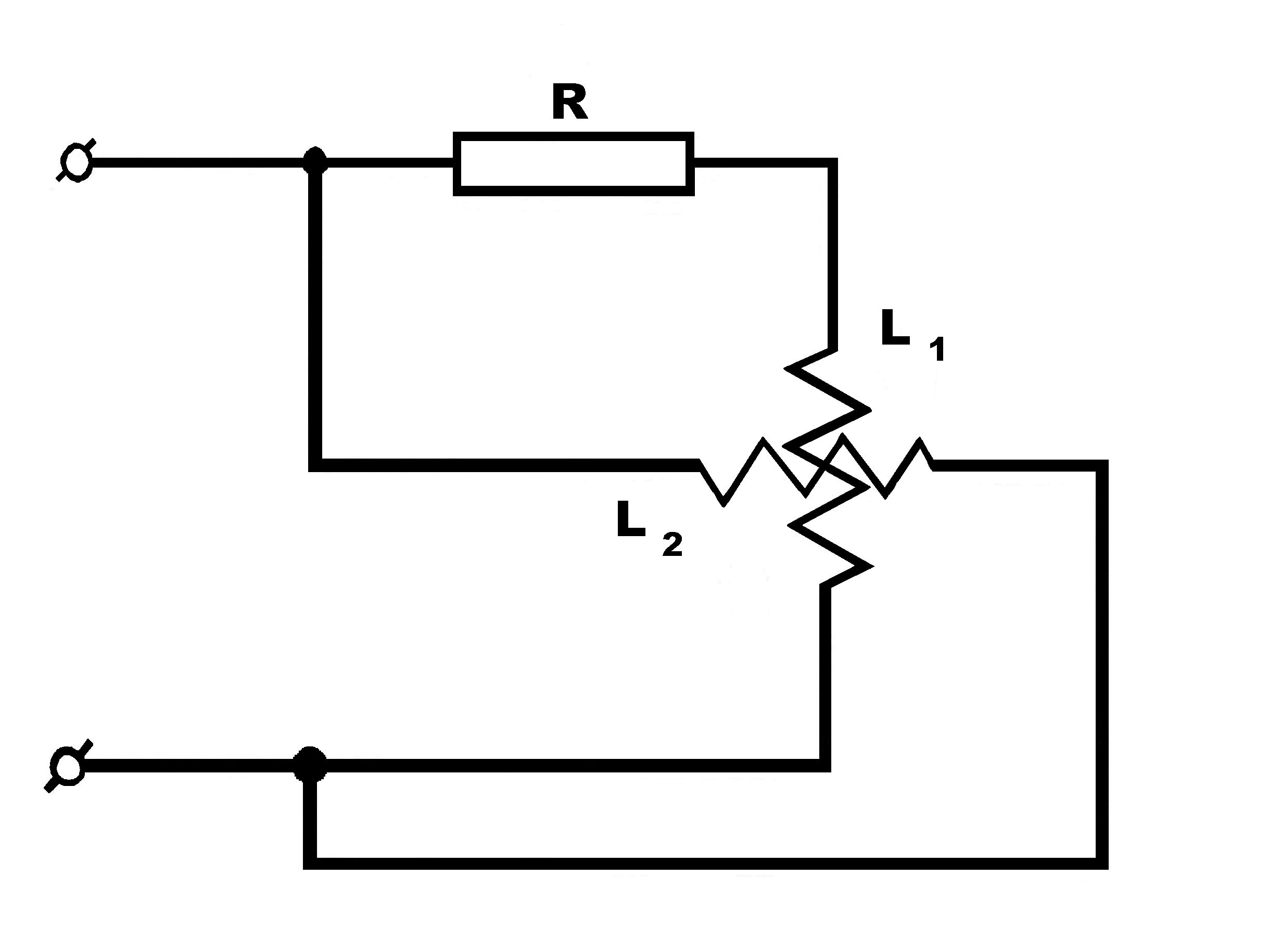
Схема подключения второй обмотки через резистор

Данный двигатель конструктивно представляет содержит две обмотки статора, смещённые на 90° относительно друг друга, короткозамкнутый ротор типа «беличье колесо», клеммную коробку для подключения. Обычно число стержней короткозамкнутого ротора не связано с числом пар полюсов статора, то есть при двух парах полюсов статора число стержней ротора может быть, например, 14 штук. Есть некие соображения, по которым число стержней ротора должно быть связано с числом полюсов ротора.
В двухфазном электродвигателе создаётся вращающий момент, обусловленный токами, вызванными вращающимся магнитным полем в стержнях ротора электродвигателя. Ротор получает ускорение до тех пор, пока он — как и в трёхфазном асинхронном двигателе — не достигнет определённой конечной частоты вращения, которая ниже частоты вращения поля.

### Двигатель для двухфазной сети
Впервые идеи использования двухфазного тока для создания вращающего момента были высказаны Домиником Араго в 1827 году, практическое применение было описано Николой Теслой в его патентах от 1888 года, примерно тогда же им была разработана конструкция данного типа двигателей. Это самая первая появившаяся конструкция асинхронного двигателя — трёхфазный был изобретён позже М. О. Доливо-Добровольским.
Обе обмотки двигателя, предназначенного для работы в двухфазной сети, выполнены одним типом провода и содержат равное количество витков. Характеристики такого двигателя близки характеристикам трёхфазного двигателя, однако широкого распространения такие двигатели не получили, так как не получила распространение сама двухфазная сеть.

### Двухфазный двигатель для однофазной сети
Существует возможность питать обе обмотки статора от одной и той же сети однофазного тока. При этом одна обмотка включается напрямую в сети, а последовательно с другой должно быть подключено устройство, смещающее фазу тока относительно напряжения. В качестве таких элементов могут использоваться резистор, катушка индуктивности, но наибольшее распространение получила наиболее эффективная схема с применением конденсатора. На рисунке показана схема двухфазного асинхронного двигателя с конденсатором при питании от сети переменного тока.
Число витков двух обмоток конденсаторного двигателя, как правило, различно. Величина ёмкости конденсатора подбирается таким образом, чтобы магнитное поле статора при рабочей частоте вращение было наиболее близким к круговому. Такой конденсатор называют рабочим Однако, в связи с тем, что противо-ЭДС и ток обмоток двигателя при различных частотах вращения меняется, а полное сопротивление конденсатора нет, при пуске двигателя магнитное поле становится эллиптическим, из-за чего падает вращающий момент и увеличиваются потери. Поэтому в тех случаях, когда двигатель включается в сеть нагруженным, параллельно рабочему конденсатору кратковременно подключают пусковой. После запуска пусковой конденсатор отключают от сети центробежным выключателем, кнопкой запуска или пусковым реле.
В настоящее время промышленностью выпускаются достаточно компактные недорогие полипропиленвые конденсаторы типов CBB60, CBB65 и другие, специально предназначенные для использования в качестве рабочих, а также неполярные электролитические конденсаторы типа CD60, предназначенные для кратковременного включения в качестве пусковых.
Сдвиг фазы в одной из обмоток можно получить и последовательным включением резистора, либо путём повышения активного сопротивления второй обмотки, но в этом случае увеличиваются потери активной мощности.
Так же существует конструкция двухфазного асинхронного двигателя в виде электродвигателя с полым ротором. В таком электродвигателе вместо обычного короткозамкнутого ротора применяется алюминиевый цилиндр, который может вращаться в воздушном зазоре между внешним и внутренним статорами. Вращающееся поле вызывает в алюминиевом цилиндре вихревые токи, которые, взаимодействуя с магнитным полем в воздушном зазоре, создают вращающий момент. Цилиндр достигает конечной асинхронной частоты вращения, которая соответствует нагрузке на валу. Небольшой момент инерции ротора электродвигателя обусловливает благоприятные рабочие характеристики. Электродвигатели с полым ротором рассчитаны прежде всего на небольшие мощности и применяются для автоматического регулирования в компенсационных и мостовых схемах. Одна из обмоток вместе с конденсатором подключается к сети с напряжением, а на вторую обмотку подаётся управляющее напряжение.
Преимуществом конденсаторного конденсаторного двигателя является возможность эксплуатации трёхфазного двигателя в однофазной сети с наибольшей эффективностью, что необходимо в тех местах, где требуется высокий ресурс работы и низкий уровень шума.
Конденсаторные двухфазные двигатели получили широкое распространение в технике, подключаемой к однофазной электрической сети через стандартную розетку. В частности, предназначенной для домашнего использования, в которой требуется высокий ресурс работы. Они используются устройствах, где требуется перекачка среды: в активаторных стиральных машинах, вентиляторах, воздушных компрессорах, в компрессорах холодильников и кондиционеров бытового и офисного назначения, в насосах различного назначения, а также во многих других видах техники, содержащей вентиляторы или насосы. Так же асинхронные двигатели широко используются в небольших станках, подключаемых к розетке, например, настольных гриндерах.

## Синхронные двигатели
Аналогично асинхронному, так же возможны и двухфазными двигателями могут быть так же и синхронные двигатели. Широкого распространения двухфазные синхронные двигатели для прямого включения в сеть не получили в связи с малым распространением двухфазных сетей. Однако, такая конструкция применяется в тех случаях, когда напряжение питания двигателя вырабатывается электронным инвертором.
Так же существуют двухфазные генераторы. Они использовались в качестве источников энергии в двухфазных сетех.

### Вентильные двигатели
Вентильные двигатели могут выпускаться с разным числом фаз, наибольшее распространение получили как двухфазные и трёхфазное. В независимости от числа фаз, вентильные двигатели всегда питаются от инвертора, вырабатывающего переменное напряжение, который в свою очередь питается постоянным напряжением.

### Шаговые двигатели
Среди шаговых двигателей наибольшее распространение получили двухфазные, что обусловлено тем, что такая конструкция является наиболее простой и минимально необходимой для создания двигателя, который может вращаться в обе стороны. Управляющее напряжение для такого двигателя вырабатывает контроллер шагового двигателя.

## Серийные конденсаторные двухфазные двигатели
- КДП-2
- КДП-4
- КД-5
- КД-6-4 — лицензионный японский двигатель